# John Tooby
John Tooby, ameriški antropolog, * 26. julij 1952, Saint Paul, Minnesota, ZDA, † 9. november 2023.
Skupaj z ženo, psihologinjo Ledo Cosmides sta pomagala osnovati polje evolucijske psihologije. Leda Cosmides, John Tooby in Jerome Barkow so leta 1992 objavili The Adapted Mind: Evolutionary Psychology and the Generation of Culture, ki je spoznano kot temeljno delo evolucijske psihologije.